# Kirkonrinne
La parc de la pente de l'église (en finnois : Kirkonmäen puisto ou Kirkonrinne) est un parc situé à Kouvola en Finlande.

## Description
Le parc est situé du côté nord de l'église de Kuusankoski. 
Le parc s'étend sur 1,4 hectare et est abondamment boisé.
La construction du parc a déjà commencé à la fin des années 1950. Depuis lors, la zone a été agrandie et rénovée à quelques reprises.
le parc est planté de dizaines d'espèces d'arbres à feuilles caduques et de conifères. 
Des milliers d'arbustes et de vivaces ont été renouvelés en 2007. 
La sculpture en bronzeKolmoiskoske de Kimmo Pyykö est érigée dans le parc depuis 1971.
Du côté de Mäenpääntie, il y a une petite aire de jeux pour les enfants.